# Gasekera
Gasekera är ett periodiskt vattendrag i Burundi.   Det ligger i provinsen Muyinga, i den nordöstra delen av landet, 110 kilometer öster om huvudstaden Bujumbura.
Omgivningarna runt Gasekera är en mosaik av jordbruksmark och naturlig växtlighet. Runt Gasekera är det ganska tätbefolkat, med 179 invånare per kvadratkilometer.